# Villa Giulia
A Villa Giulia é um palácio de Roma, situado numa zona que era conhecida como Vigna Vecchia (Vinha Velha), e que confinava, em tempos, com a muralha da cidade. Ergue-se na encosta dos montes Parioli que desce até ao Tibre. A villa actual constitui apenas uma pequena parte de uma propriedade anterior que continha três vinhas.  
Este palácio foi construído para o Papa Júlio III, um afável humanista, um profundo conhecedor das artes, mas não um teológo. 
A Villa Giulia hospeda, actualmente, o Museo Nazionale Etrusco.

## História e Arquitectura

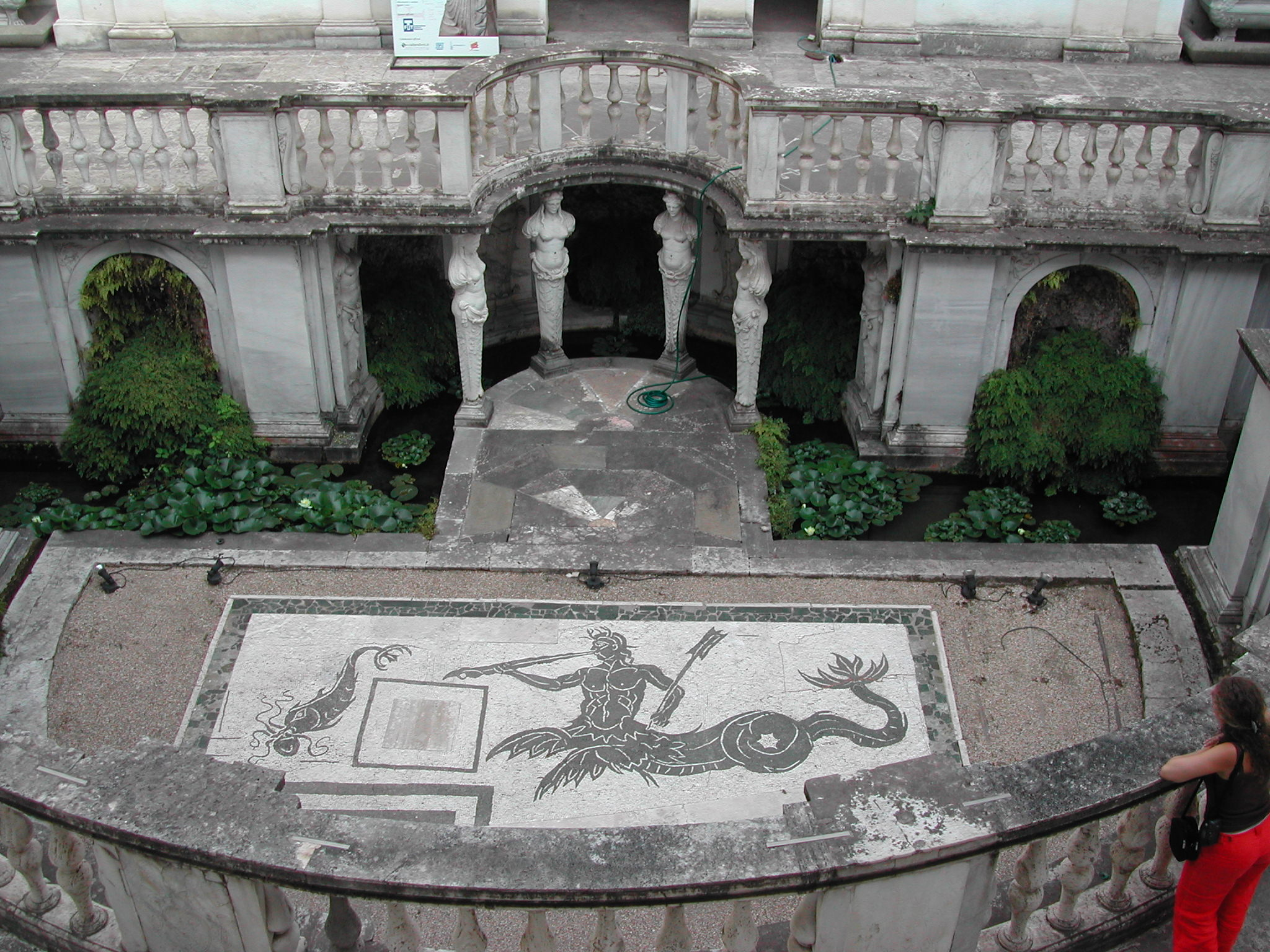
Vista geral do ninfeu

Como todas as villas suburbanas, a Villa Giulia possuía uma entrada urbana (sobre a Via Flamínia, uma antiga via romana) e um jardim formal, embora rural, atrás. A própria villa constituía o limiar entre dois mundos, uma concepção essencialmente romana que foi adoptada em todas as culturas urbanas da Europa Ocidental.
O edifício foi construído segundo um projecto de Jacopo Barozzi da Vignola entre 1551 e 1553. Também contribuíram para a sua execução Bartolomeo Ammanati, Giorgio Vasari e Michelangelo; o Papa despendeu de elevadas cifras de dinheiro para aumentar a beleza da villa, a qual é um dos exemplos mais delicado sda arquitectura maneirista.  
A frente urbana, de Vignola, é constituída por uma severa fachada de dois andares, possuindo ambos os pisos a mesma altura. Ao centro possui o ritmo triplo de um arco triunfal plenamente detalhado, flanqueado por duas alas simétricas de apenas duas janelas. A fachada é fechada em cada extremidade por uma pilastra dórica. Esta fachada da Villa Giulia costitui a ideia apontada pelas villas georgianas do século XVIII com sete janelas, reproduzidas frequentemente nas residências da Virgínia.
A parte posterior da construção mostra a grande loggia de Ammanati, a qual permite olhar sobre o primeiro dos três pátios. A loggia dá acesso ao jardim, sendo a passagem ao pátio central obtida por dois lanços de escadas em mármore que conduzem ao coração do complexo da villa - um Ninfeu construído para permitir refeições ao fresco, fugindo do calor estival. Esta estrutura, com três níveis de galerias cobertas e decoradas com estátuas de mármore e balaústre, foi construída em volta de uma fonte central: neste ambiante fresco, protegido do sol ardente, deviam realizar-se festas que duravam todo o dia. A fonte central, Fontana dell'Acqua Vergine (Fonte da Água Virgem), é uma obra de arte maravilhosa por si só; projectada e esculpida por Vasari e Ammannati, representa as divindades dos rios e as cariátides. A água é a mesma da Fontana di Trevi, em Roma.  
O Casino della Vigna (Casa da Vinha), como é por vezes conhecida, e os seus jardins estavam situados no centro de vinhas bem tratadas. Naquele tempo, antes que se tornasse moda os jardins à inglesa, a vista mais agradável que se podia imaginar num jardim era a de uma agricultura ordenada, onde a mão do homem havia domado a desordem caprichosa e o perigo representado pela natureza. Os convidados papais entravam em barcos às portas do Vaticano e eram transportados pelo Tibre até ao grande desembarcadouro reservado, para gozar os prazeres e a magnificência da Villa Giulia, para passear nos jardins e comer os luxuosos pratos no ninfeu.
Depois da morte do Papa Júlio III, o Papa Paulo IV, chegado ao trono pontifício depois do brevíssimo pontificado (20 dias) do Papa Marcelo II, confiscou todas as propriedades que Júlio III havia reunido; a Villa Giulia foi dividida, com a construção principal e parte dos jardins a tornarem-se propriedade da Câmara Apostólica. A villa foi reservada para uso dos Borromeo, sobrinhos do novo papa. 
O edifício foi restaurado em 1769 por iniciativa do Papa Clemente XIV, e tornou-se, em 1870, propriedade do Reino de Itália.

## O Museu Nacional Etrusco
Desde o início do século XX o palácio aloja o Museo Nazionale Etrusco di Villa Giulia (Museu Nacional Etrusco da Villa Giulia), fundado em 1889 com o objectivo de recolher e juntar todas as antiguidades pré-romanas do Lácio, da Etrúria meridional e da Úmbria pertencentes à civilização etrusca e falisca. O tesouro individual mais famoso é um monumento funerário de terracota, o Sarcofago degli Sposi (Sarcófago dos Esposos), o qual representa uma cópia dos esposos, em tamanho quase natural, que se recostam felizes como se fossem a um almoço.
Entre os outros tesouros guardados no museu encontram-se:
- As Tavolette di Pyrgi (Tábuas de Pirgos), um texto Etrusco-Fenício;
- O Apollo di Veio (Apulu de Veios);
- Os restos de um templo redescoberto em Alatri
- Um baixo relevo reconstruído que representa o pugilista Creuga a comer o cérebro do seu inimigo;
- As colecções Barberini, Castellani e Pesciotti.

Desde 1947, tem lugar no ninfeu da Villa Giulia a escolha do vencedor do Prémio Strega.